# John Corbett
John Joseph Corbett (Wheeling, Virgínia de l'Oest, Estats Units, 9 de maig de 1961) és un actor i cantant de country estatunidenc. És conegut pels seus papers a les sèries de televisió Northern Exposure i Sex and the City. El 2007 es feu popular en el món del cinema amb The Messengers.

## Biografia
El seu primer paper important fou el 1988, interpretant el xicot hippy de la Karen Arnold a la primera temporada de The Wonder Years. El seu debut al cinema fou el 1991 amb Flight of the Intruder. També aparegué com a protagonista a My Big Fat Greek Wedding
El gran públic el descobreix a la sèrie televisada Northern Exposure en que interpreta Chris, el disc-jockey filosof. Aquest paper li val una nominació als premi Emmy així com als Globus d'Or. Però és el personatge d'Aidan Shaw, amic de Carrie Bradshaw, a les temporades 3, 4 i 6 de Sex and the City el que el porta a la fama. La seva interpretació li val una nova nominació als premis Emmy l'any 2002.
Al cinema, se'l pot veure a la comèdia romàntica My Big Fat Greek Wedding (2002); el 2004 a Raise Your Voice i el 2007 a The Messengers.
Altres participacions en el cinema inclouen “Volcano” (1997); “Serendipity” (2001); protagonista el 2002 en "Les meves grans noces gregues", d'Ian Miller, un dels films independents amb major èxit de taquilla; i més recentment "Mamà per força" (2004) amb Kate Hudson; "Raise Your Voice" (2004), amb Hilary Duff; "Street Kings" (2008) al costat de Keanu Reeves; "Lluny de la terra cremada" (2008), protagonitzada per Charlize Theron; "I Hate Valentine's day" (2009), que va coprotagonitzar novament amb l'actriu Nia Vardalos; i va tornar a interpretar Aidan Queen en "Sex and the City 2" (2010).
Des de 2009, John interpreta Max Gregson, el pacient espòs de Tara (Toni Collette), una mare amb dos fills adolescents que pateix un trastorn de personalitat múltiple, en la sèrie de televisió "United States of Tara".
John, que toca el piano i la guitarra, viu amb la seva promesa, l'actriu Bo Derek, a Santa Ynez (Califòrnia). John i Bo estan junts des de 2002, any en què es van conèixer en una cita a cegues.

## Filmografia
Les seves pel·lícules més destacades són:

### Cinema
| Any  | Títol                                          | Paper                   | Notes    |
| ---- | ---------------------------------------------- | ----------------------- | -------- |
| 1991 | El vol de l'Intruder (Flight of the Intruder)  | Big Augie               |          |
| 1993 | Tombstone                                      | Barnes                  |          |
| 1996 | Don't Look Back                                | Morgan                  |          |
| 1996 | Wedding Bell Blues                             | Cary Maynard Philco     |          |
| 1996 | The Morrison Murders                           | Walker Morrison         |          |
| 1997 | Volcano                                        | Norman Calder           |          |
| 1998 | Countdown: The Sky's On Fire                   | Dr. Evan Thorne         |          |
| 1999 | Desperate But Not Serious                      | Jonathan                |          |
| 2000 | Dinner Rush                                    | Ken Roloff              |          |
| 2000 | On Hostile Ground                              | Matt Andrews            |          |
| 2001 | Prancer Returns                                | Tom Sullivan            |          |
| 2001 | Serendipity                                    | Lars Hammond            |          |
| 2002 | My Big Fat Greek Wedding                       | Ian Miller              |          |
| 2003 | My Dinner with Jimi                            | Henry Diltz             |          |
| 2004 | Escolta la meva veu (Raise Your Voice)         | Mr. Torvald             |          |
| 2004 | Love Me Tender (Elvis Has Left the Building)   | Miles Taylor            |          |
| 2004 | Raising Helen                                  | Pastor Dan Parker       |          |
| 2005 | Bigger Than the Sky                            | Michael Degan/Christian |          |
| 2005 | Magnificent Desolation: Walking on the Moon 3D | Jack Schmitt            |          |
| 2006 | Dreamland                                      | Henry                   |          |
| 2007 | Montana Sky                                    | Ben McKinnon            |          |
| 2007 | The Messengers                                 | Burwell                 |          |
| 2008 | Street Kings                                   | Detectiu Dante Demille  |          |
| 2008 | The Burning Plain                              | John                    |          |
| 2009 | Baby on Board                                  | Danny                   |          |
| 2009 | I Hate Valentine's Day                         | Greg                    |          |
| 2010 | Sex and the City 2                             | Aidan Shaw              |          |
| 2010 | Ramona and Beezus                              | Bob Quimby              |          |
| 2010 | November Christmas                             | Tom Marks               |          |
| 2011 | Ricochet                                       | Duncan Hatcher          | Telefilm |
| 2011 | The Hunt for the I-5 Killer"                   | Detective Dave Komen    | Telefilm |
| 2012 | A Smile as Big as the Moon                     | Mike Kersjes            |          |
| 2013 | Kiss Me                                        | Chance                  |          |
| 2014 | The Lookalike                                  |                         |          |
| 2015 | The Boy Next Door                              | Garrett Peterson        |          |
| 2016 | My Big Fat Greek Wedding 2                     | Ian Miller              |          |
| 2019 | The Silence                                    | Glenn                   |          |

### Televisió
| Any       | Títol                 | Paper                      | Notes |
| --------- | --------------------- | -------------------------- | --- |
| 1989      | The Wonder Years      | Louis                      | Episodi: "Angel" |
| 1990–1995 | Northern Exposure     | Chris Stevens              | 110 episodis Nominació − Globus d'Or al millor actor secundari en sèrie, minisèrie o telefilm Nominació − Primetime Emmy al millor actor secundari en sèrie dramàtica |
| 1995–1996 | Days of Our Lives     | Administrador hospital     | 4 episodis |
| 1997–1998 | The Visitor           | Adam MacArthur             | 13 episodis |
| 2000–2003 | Sex and the City      | Aidan Shaw                 | 22 episodis Nominació − Globus d'Or al millor actor secundari en sèrie, minisèrie o telefilm                                                                          |
| 2003      | Lucky                 | Michael "Lucky" Linkletter | 13 episodis |
| 2009–2011 | United States of Tara | Max Gregson                | 36 episodis |
| 2011–2012 | Parenthood            | Seth Holt                  | 8 episodis |
| 2013      | NCIS: Los Angeles     | Roy Quaid                  | 2 episodis |
| 2015      | Sex&Drugs&Rock&Roll   |                            | |